# Ophiorrhiziphyllon
- Commons
- Wikispecies

Ophiorrhiziphyllon Kurz, segundo o Sistema APG II, é um género botânico pertencente à família Acanthaceae, natural da Ásia.

## Espécies
Apresenta quatro espécies:
- Ophiorrhiziphyllon hypoleucum
- Ophiorrhiziphyllon laxum
- Ophiorrhiziphyllon macrobotryum
- Ophiorrhiziphyllon poilanei
- «Lista das espécies»

## Nome e referências
Ophiorrhiziphyllon Kurz 1871.

## Classificação do gênero
| Sistema | Classificação                       | Referência            |
| ------- | ----------------------------------- | --------------------- |
| APG II  | Ordem Lamiales, família Acanthaceae | APweb, versão 9, 2008 |